# Luigi Condorelli
Luigi Condorelli de Fiore (Roma, 28 maggio 1899 – Roma, 18 febbraio 1985) è stato un cardiologo, patologo e biochimico italiano.

## Biografia
Era figlio di Mario, professore di parassitologia presso l'Università di Catania, di antica famiglia siciliana, e di Adele de Fiore di Cropani. Fratello di Orazio Condorelli.
La famiglia tornò a Catania nel 1902. Conseguita la maturità classica a sedici anni, presentò la prima pubblicazione all'Accademia Gioenia di Catania sul sistema nervoso di un parassita di un pesce. Subito dopo partì per la prima guerra mondiale e si iscrisse alla facoltà di medicina dell'Università "La Sapienza", ove in seguito conseguì la laurea nel 1922.

### Attività universitaria
Dopo la laurea, passò a Napoli presso la scuola di Giuseppe Zagari. Trascorse parecchi mesi a Vienna, interessandosi di fisiopatologia cardiaca sotto la guida di Sternberg e di Wenkebach.
Libero docente di chimica biologica nel 1924, di patologia medica nel 1926 e di clinica medica nel 1927, divenne professore ordinario di patologia medica all'Università di Cagliari nel 1933, per passare poi per trasferimento nell'omonima cattedra di Bari nel 1935 e, quindi, nel 1938 in quella di Catania. Dal 1952 fu direttore, alla Sapienza di Roma, dell'istituto di patologia medica e, dal 1956, di quello di clinica medica.
Fu promotore e direttore della scuola di specializzazione in cardiologia all'Università degli Studi di Catania.
Numerosi discepoli affollarono la sua scuola. Di essi ben ventiquattro sono arrivati all'apice della carriera universitaria, diventando professori ordinari. 
Numerosissimi furono poi gli allievi del Prof. Condorelli che lo coadiuvarono quotidianamente fino al 31 ottobre 1969 (data di collocamento in pensione), nell'attività accademica, scientifica e ospedaliera, ricoprendo vari ruoli nell'ambito universitario, divenendo, alcuni di essi, anche cattedratici. 
Un suo busto bronzeo si trova nella Clinica medica della Sapienza e un altro nella Clinica medica di Catania, peraltro a lui intestata.

### Attività accademica
Fu presidente della Società Europea di Cardiologia, della Società Italiana di Cardiologia, della Società Italiana di Medicina Interna dal 1973 al 1976, della Società Italiana di Epatologia, e vicepresidente della Società Internazionale di Cardiologia e dell'International College of Angiology. È stato inoltre membro dell'Accademia dei Lincei, dell'Accademia Gioenia di Catania, dell'Accademia dei Fisiocratici di Siena, dell'Académie Nationale de Médecine di Francia, dell'Academia del Mundo Latino, dell'Istituto Lombardo di Scienze e Lettere.
Tradusse nel 1985 Historiae Ecclesiasticae di Andrea Cisalpino. 

### Attività scientifica
Uno dei massimi luminari della cardiologia italiana, quanto mai vasta (oltre 300 pubblicazioni) è stata la sua produzione in numerosi campi della ricerca.
1. Studio dell'equilibrio elettrolitico del sangue.
2. Patogenesi della tetania paratireopriva.
3. Patogenesi dell'ipertensione renale.
4. Studi sul circolo coronario.
5. Identificazione delle vie inter- e intratriali di conduzione dello stimolo.
6. Fisiopatologia delle crisi stenocardiche nella stenosi mitralica.
7. Fisiopatologia clinica del mediastino (relazione a XLVIII congresso della società italiana di medicina interna)
8. Identificazione della sindrome clinica di <accretio sine concrezione> del pericardio,
9. Fisiopatologia della circolazione venosa (monografia edita da A.P.E. Catania, 1947).
10. Concezione dell'ipertensione venosa attiva.
11. Le neurassiti primarie endemiche in Italia (relazione al LVI congresso della società italiana di medicina interna).
12. Studi sull'azione vasoattiva dell'acido nicotinico con applicazione terapeutica.
13. Terapia dell'asma bronchiale con ormone gonadotropo.
14. Terapia dei grandi ascessi del fegato e delle cisti di echinococco con pneumoparacentesi.
15. Fisiopatologia e clinica della stenocardia (relazione al LXVI congresso della società italiana di medicina interna).

Introdusse in diagnostica lo pneumomediastino (presenza di aria o gas in sede mediastinica che interferisce con la respirazione e la circolazione).